# Zoja Ivanova
Zoja Ivanova (rusko Зоя Иванова), kazahstanska atletinja, * 14. marec 1952, Petropavl, Sovjetska zveza.
Nastopila je na poletnih olimpijskih igrah leta 1988, ko je zasedla deveto mesto v maratonu. Na svetovnih prvenstvih je osvojila srebrno medaljo v isti disciplini leta 1987. Leta 1982 je osvojila Tokijski maraton, leta 1989 pa Losangeleški maraton.